# Radisson Blu Scandinavia Hotel, Göteborg
För andra betydelser, se Radisson Blu Scandinavia Hotel.
Radisson Blu Scandinavia Hotel är ett Radisson Hotels & Resorts-hotell beläget centralt på Södra Hamngatan 59 nära centralstationen i Göteborg. Med 355 rum, barer, restauranger, möteskapacitet för upp till 480 personer i bankettsalen samt tillgång till Hagabadet spa och yogastudio, är det ett av Göteborgs större hotell i centrala staden. Hotellet öppnades 1986 och var populärt med sin stora ljusgård samt besöktes av många prominenta gäster såsom t.ex. Madonna, The Rolling Stones, U2, Dolly Parton, president George W. Bush, Backstreet Boys och Håkan Hellström.